# Grupa alternująca
Grupa alternująca (rzadziej: grupa naprzemienna) – grupa parzystych permutacji pewnego zbioru skończonego.

## Definicja
Grupą alternującą nazywamy jądro homomorfizmu {\displaystyle f\colon S_{n}\to \{1,-1\}} danego wzorem
{\displaystyle f(\sigma )={\begin{cases}1,&{\mbox{gdy }}\sigma {\mbox{ jest parzysta}}\\-1,&{\mbox{gdy }}\sigma {\mbox{ jest nieparzysta}}\end{cases}}.}
Dla grupy symetrycznej rzędu {\displaystyle n} mówimy również o grupie alternującej stopnia {\displaystyle n}. Grupę taką oznacza się symbolami {\displaystyle A_{n}} lub {\displaystyle \operatorname {Alt} (n).}

## Przykłady i własności
- Grupą alternującą stopnia 4 jest
{\displaystyle A_{4}=\{\operatorname {id} ,\;(123),\;(132),\;(124),\;(142),\;(134),\;(143),\;(234),\;(243),\;(12)(34),\;(13)(24),\;(14)(23)\};}

w szczególności grupa ta ma 12 elementów, lecz żaden z nich nie jest rzędu 4 – przykład ten pokazuje, że twierdzenie odwrotne do twierdzenia Lagrange’a jest (w ogólności) fałszywe.
- Dla {\displaystyle n>1,} grupa {\displaystyle A_{n}} jest podgrupą normalną grupy symetrycznej {\displaystyle S_{n}} o {\displaystyle {\tfrac {n!}{2}}} elementach.
- Grupa {\displaystyle A_{n}} jest przemienna wtedy i tylko wtedy, gdy {\displaystyle n\leqslant 3;} jest grupą prostą wtedy i tylko wtedy, gdy {\displaystyle n=3} lub {\displaystyle n\geqslant 5}[1].
- {\displaystyle A_{5}} (rzędu 60) jest najmniejszą nierozwiązalną grupą i najmniejszą nieprzemienną grupą prostą.
- Podgrupa alternująca {\displaystyle A_{n}} jest generowana przez wszystkie cykle długości 3 grupy symetrycznej {\displaystyle S_{n}.}